# سلول همرفتی
در دینامیک سیالات، سلول هَمرَفتی (انگلیسی: Convection cell) پدیده‌ای است که زمانی رخ می‌دهد که اختلاف چگالی در یک توده مایع یا گاز وجود داشته باشد. این اختلاف چگالی باعث شکل‌گیری همرفتهای صعودی و/یا نزولی می‌شود که ویژگی‌های اصلی یک سلول همرفتی هستند. وقتی حجمی از مایع گرم شود، منبسط شده و چگالی آن کاهش می‌یابد و بنابراین نسبت به مایع اطراف شناورتر می‌شود. بخش سردتر و چگال‌تر مایع به پایین حرکت می‌کند و زیر مایع گرم‌تر و کم‌چگال‌تر قرار می‌گیرد و این امر باعث صعود مایع گرم می‌شود. این حرکت همرفت نامیده می‌شود و توده متحرک مایع به‌عنوان یک سلول همرفتی شناخته می‌شود. این نوع خاص از همرفت، که در آن یک لایه افقی مایع از زیر گرم می‌شود، به همرفت ریلی–بنارد معروف است. همرفت معمولاً نیازمند یک میدان گرانشی است، اما در آزمایش‌های میکروگرانش، همرفت حرارتی بدون اثرات گرانشی نیز مشاهده شده است.

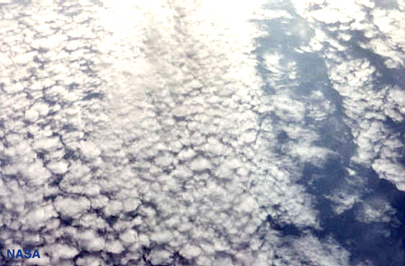
ابر فَرازکومه‌ای (آلتوکومولوس) همان‌گونه که از شاتل فضایی دیده می‌شود. ابرهای فرازکومه‌ای بر اثر فعالیت همرفتی شکل می‌گیرند.

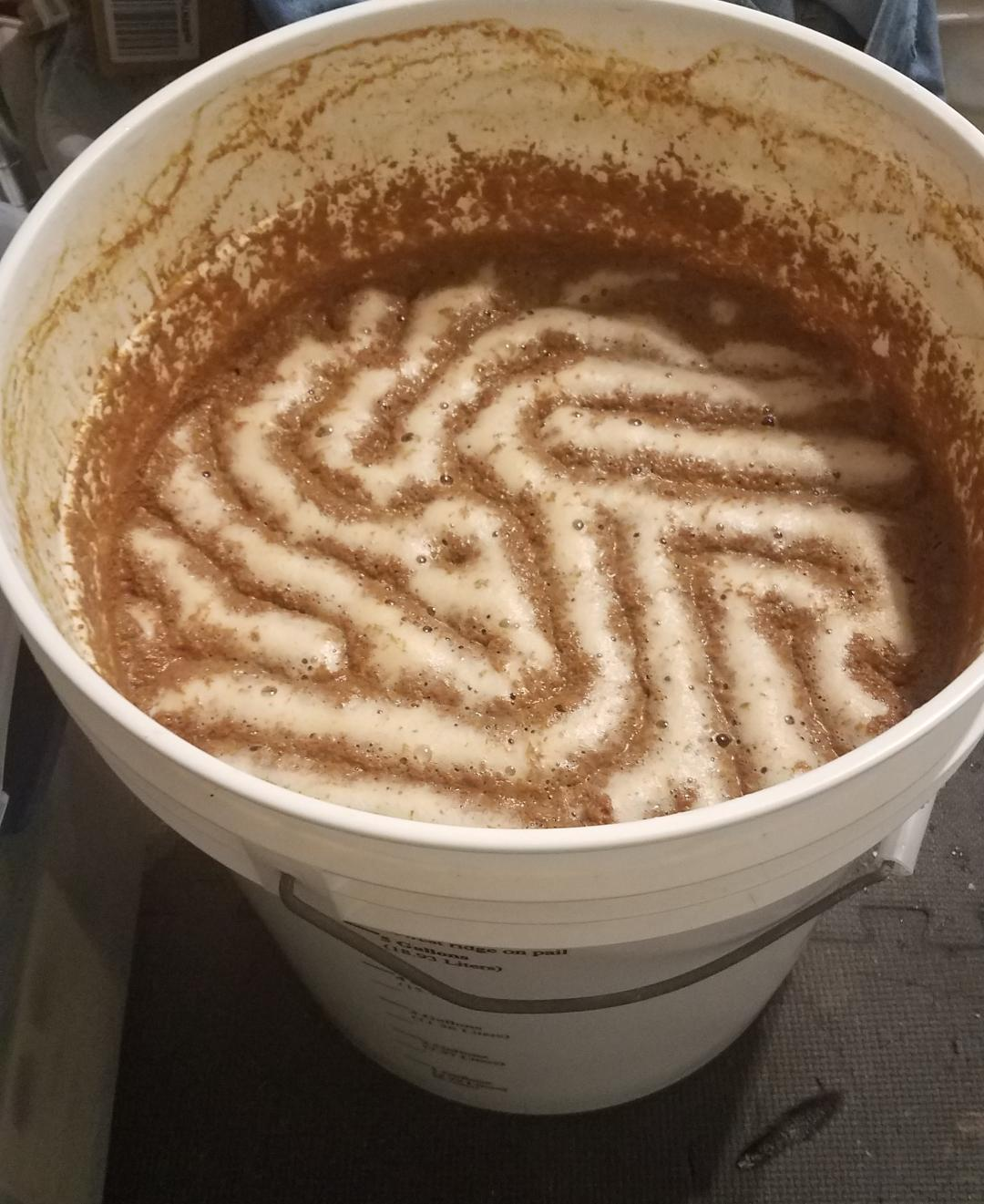
یک سطل ۶ گالنی می‌انگبین پس از ۱۰ روز تخمیر که دارچین روی آن شناور است. همرفت به دلیل آزاد شدن CO2 توسط مخمر ایجاد می‌شود.

سیالات به‌طور کلی به‌عنوان موادی شناخته می‌شوند که خاصیت دینامیک سیالات را نشان می‌دهند؛ اما این رفتار منحصر به مایعات نیست. ویژگی‌های سیالیت همچنین در گازها و حتی جامدات ذره‌ای (مانند شن، سنگریزه و اشیای بزرگ‌تر در سنگ‌لغزش) قابل مشاهده است.
سلول همرفتی در تشکیل ابرها و آزادسازی و انتقال انرژی آنها قابل توجه است. هوا هنگام حرکت در سطح زمین گرما جذب کرده، چگالی خود را کاهش داده و به سمت جو بالا می‌رود. در جو، که فشار هوا پایین‌تر است، نمی‌تواند به اندازه ارتفاع پایین‌تر مایع نگه دارد، بنابراین هوای مرطوب خود را آزاد کرده و باران تولید می‌کند. در این فرایند، هوای گرم خنک می‌شود؛ چگالی آن افزایش می‌یابد و به سمت زمین سقوط می‌کند و چرخه تکرار می‌شود.
سلول‌های همرفتی می‌توانند در هر مایعی شکل بگیرند، از جمله جو زمین (جایی که به آنها سلول هادلی گفته می‌شود)، آب جوشان، سوپ (جایی که سلول‌ها را می‌توان با ذراتی که حمل می‌کنند، مانند دانه‌های برنج، شناسایی کرد)، اقیانوس یا سطح خورشید. اندازه سلول‌های همرفتی عمدتاً به ویژگی‌های سیال بستگی دارد. سلول‌های همرفتی حتی زمانی که گرمایش سیال یکنواخت است نیز می‌توانند رخ دهند.

## فرایند
یک توده صعودی سیال معمولاً زمانی گرمای خود را از دست می‌دهد که با سطحی سرد مواجه شود، با مایع سردتر از طریق تبادل مستقیم تبادل گرما کند یا، در مثال جو زمین، زمانی که گرما تابش می‌کند. در نقطه‌ای، سیال چگال‌تر از سیال زیرین می‌شود، که همچنان در حال صعود است. از آنجا که نمی‌تواند از میان سیال صعودکننده پایین برود، به یک سمت حرکت می‌کند. در فاصله‌ای، نیروی نزولی آن بر نیروی صعودی زیرین غلبه کرده و سیال شروع به پایین آمدن می‌کند. با پایین آمدن، از طریق تماس سطحی یا رسانایی دوباره گرم شده و چرخه تکرار می‌شود.

## در تروپوسفر زمین

### رعد و برق

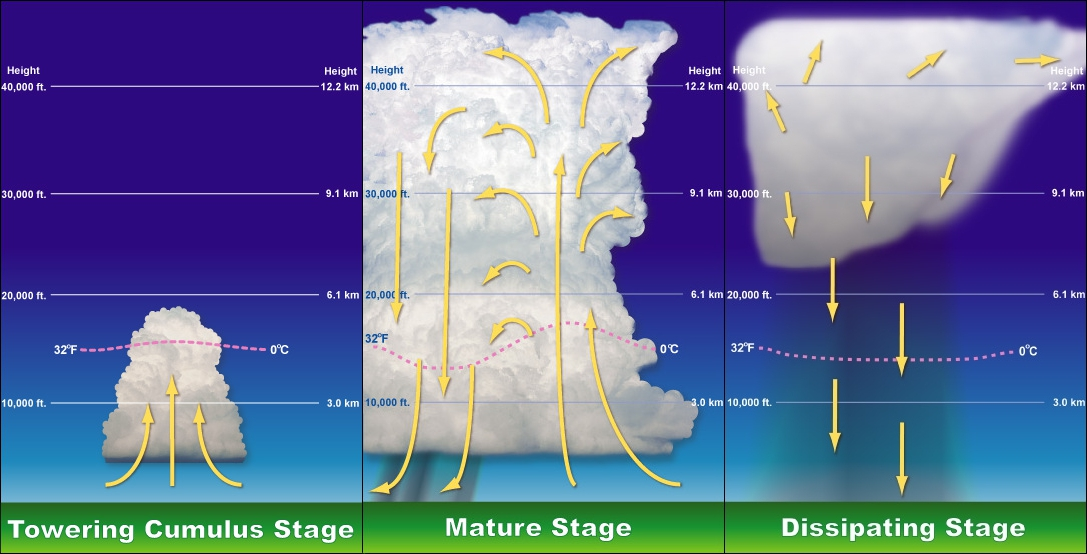
مراحل شکل‌گیری یک رعد و برق.

هوای گرم چگالی کمتری نسبت به هوای سرد دارد، بنابراین هوای گرم در هوای سردتر بالا می‌رود، مشابه بالون هوای گرم.
ابرها زمانی شکل می‌گیرند که هوای نسبتاً گرم‌تر حامل رطوبت در هوای سردتر بالا می‌رود. هنگامی که هوای مرطوب بالا می‌رود، خنک می‌شود و باعث می‌شود مقداری از بخار آب در بسته هوای صعودی میعان کند.
وقتی رطوبت میعان می‌یابد، انرژی‌ای آزاد می‌شود که به گرمای نهان تبخیر معروف است و باعث می‌شود بسته هوای صعودکننده نسبت به هوای اطراف خود کمتر خنک شود، و صعود ابر ادامه پیدا می‌کند. اگر ناپایداری کافی در جو وجود داشته باشد، این فرایند آنقدر ادامه می‌یابد که ابر کومه‌ای بارا (کومولونیمبوس) شکل بگیرد، که از رعد و برق و آذرخش پشتیبانی می‌کند.
به‌طور کلی، رعد و برق به سه شرط برای شکل‌گیری نیاز دارد: رطوبت، یک توده هوای ناپایدار و یک نیروی بالا برنده (گرما).
تمامی رعدوبرق‌ها، بدون توجه به نوعشان، سه مرحله را طی می‌کنند: «مرحله رشد»، «مرحله بلوغ» و «مرحله فرسایش». میانگین قطر یک طوفان تندری ۲۴ کیلومتر (۱۵ مایل) است. بسته به شرایط جوی موجود، این سه مرحله به‌طور متوسط در مدت ۳۰ دقیقه کامل می‌شوند.

### فرآیندهای بی‌دررو
گرمای ناشی از فشرده شدن هوای نزولی مسئول پدیده‌های زمستانی نظیر باد شینوک (در آمریکای شمالی غربی) یا گرم‌باد (در آلپ) است.

## درون خورشید
نورسپهر خورشید از سلول‌های همرفتی به نام «دانه خورشیدی» تشکیل شده است که ستون‌های صعودی پلاسمای فوق‌گرم (۵٬۸۰۰ درجه سانتی‌گراد) هستند که به‌طور میانگین ۱٬۰۰۰ کیلومتر قطر دارند. پلاسما هنگام صعود سرد می‌شود و در فضاهای باریک بین دانه‌ها پایین می‌آید. 